# تی‌سی‌جی ماونت (دی‌ام ۳۵۷)
تی‌سی‌جی ماونت (دی‌ام ۳۵۷) (به انگلیسی: TCG Muavenet (DM 357)) یک کشتی است که طول آن ۳۷۶ فوت ۵ اینچ (۱۱۴٫۷۳ متر) می‌باشد. این کشتی در سال ۱۹۷۱ میلادی ساخته شده است.